# Dům U zlatého a bílého jednorožce
Dům U zlatého a bílého jednorožce (též Dům U zlatého (bílého) jednorožce, či Wolkensteinský dům, Auersperkovský dům, Beethovenův palác, Palác Beethoven) je původem středověký, převážně barokní měšťanský dům čp. 285/III palácového typu z první poloviny 18. století, stojící v Praze 1 na Malé Straně, v Lázeňské ulici č. 11. Dům je zapsán v seznamu kulturních památek ČR a chráněn jako nemovitá památka.

## Historie a popis stavby

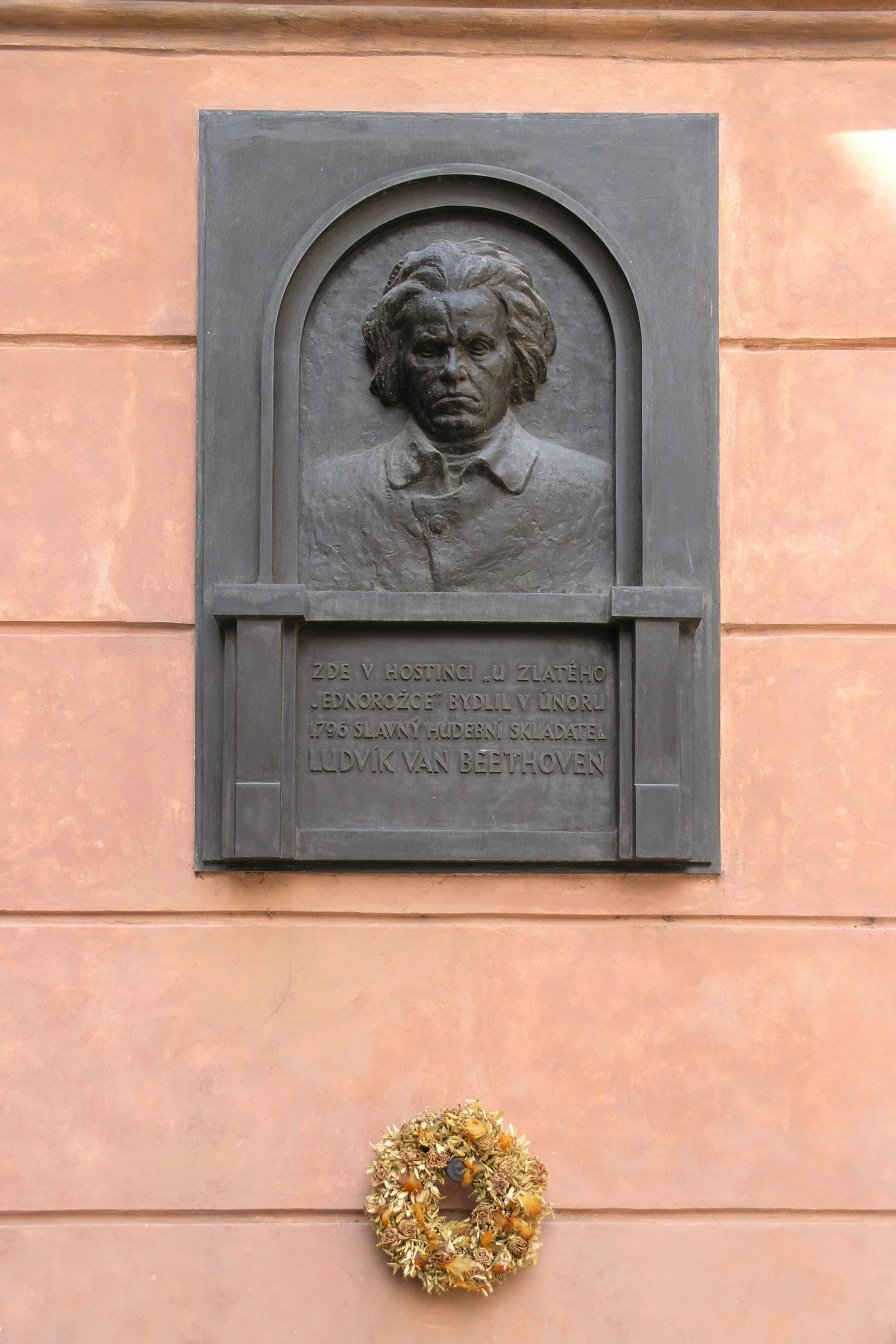
Pamětní deska Ludwiga van Beethovena

Dvoupatrová nárožní budova s mansardovou střechou vznikla na parcele původního hřbitova johanitů při obvodové zdi postupnou přestavbou a přístavbou dvou starších objektů, stojících na tomto místě. V přízemí je patrný pozůstatek johanitské stavby, související patrně s poblíž stojící Johanitskou komendou. Ve sklepních prostorech je patrné, že stavba vznikla sloučením původně samostatných častí a nepravidelná skladba přízemí naznačuje její postupné rozrůstání.
Původní podoba vnějších fasád pochází z let 1731–1759. Fasáda do dvora je členěna pavlačemi. Prejzová střecha je v nárožích zvalbena. První a druhé podlaží mají totožnou dispozici. Ve východní části 2. patra se zachovaly prostory s bohatou ornamentální štukovou výzdobou stropů a renesančními dekorativními malbami. Vstupní dveře do těchto místností jsou bohatě zdobeny supraportami. V přední části budovy je schodiště pozdně barokní, klasicistní pilířové tříramenné schodiště pochází z rozsáhlé klasicistní přestavby objektu v roce 1839.
Od poloviny 18. století do počátku 19. století budova sloužila jako známý pražský hotel „U zlatého jednorožce“, založený M. Pinskornem a od roku 1787 vedený Václavem Tremlem. Pobývali v něm mj. dva významní hudební skladatelé, v roce 1789 Wolfgang Amadeus Mozart a v roce 1796 Ludwig van Beethoven. Pobytu Beethovena je věnována pamětní deska s reliéfem od sochaře Otakara Španiela, umístěná vedle vchodu do budovy. Byla odhalena 20. března 1927, u příležitosti stého výročí skladatelova úmrtí.
Asi roku 1878 dům získal Engelhard-Dietrich hrabě z Wolkensteina-Trostburgu (1848-1922) s manželkou Arnoštkou Karolínou, rozenou z Nostic Rhienecku (1857-1930). Po nich se dům až do  dvacátých let 20. století nazýval Wolkensteinovský.

## Současnost
V průběhu dvacátého století sloužil dům jako administrativní budova. V letech 2004–2005 byl dům včetně prostor krovu rekonstruován pro luxusní bydlení.